# Endlichkeitsbedingungen der algebraischen Geometrie
Viele Aussagen des mathematischen Teilgebiets der kommutativen Algebra und algebraischen Geometrie sind abhängig von gewissen Endlichkeitsbedingungen.
Ist eine Definition nur für Algebren formuliert, so ist die entsprechende Aussage für geometrische Objekte durch lokale Karten definiert.
Es sei {\displaystyle A} ein Ring.
| Begriff                     | Erklärung |
| --------------------------- | --- |
| endlich                     | eine {\displaystyle A}-Algebra {\displaystyle B} heißt endlich, wenn {\displaystyle B} als {\displaystyle A}-Modul endlich erzeugt ist, d. h. wenn es eine Surjektion {\displaystyle A^{n}\to B} von {\displaystyle A}-Moduln gibt. |
| endlicher Typ (Algebra)     | eine {\displaystyle A}-Algebra {\displaystyle B} ist endlichen Typs, wenn sie als {\displaystyle A}-Algebra endlich erzeugt ist, d. h. wenn es eine Surjektion {\displaystyle A[X_{1},\ldots ,X_{n}]\to B} von {\displaystyle A}-Algebren gibt. |
| endlicher Typ (Modul)       | ein {\displaystyle A}-Modul {\displaystyle M} ist endlichen Typs, wenn er endlich erzeugt ist, d. h. wenn es eine Surjektion {\displaystyle A^{n}\to M} von {\displaystyle A}-Moduln gibt. |
| endlicher Typ (Schema)      | ein Schemamorphismus {\displaystyle X\to Y} ist endlichen Typs, wenn das Urbild einer offenen affinen Teilmenge {\displaystyle U} von {\displaystyle Y} eine endliche Vereinigung affiner Teilmengen {\displaystyle V_{i}} ist, so dass {\displaystyle \Gamma (V_{i},{\mathcal {O}}_{X})} für jedes {\displaystyle i} eine {\displaystyle \Gamma (U,{\mathcal {O}}_{Y})}-Algebra endlichen Typs ist. |
| endlich präsentiert (Modul) | ein {\displaystyle A}-Modul {\displaystyle M} ist endlich präsentiert, wenn er Kokern eines Homomorphismus zwischen freien Moduln endlichen Typs ist. |
| lokal endlicher Typ         | ein Schemamorphismus {\displaystyle f\colon X\to Y} ist lokal endlichen Typs, wenn es zu jedem Punkt {\displaystyle x\in X} eine Umgebung {\displaystyle U} sowie eine Umgebung {\displaystyle V\supseteq f(U)} gibt, so dass {\displaystyle f} als Morphismus {\displaystyle U\to V} endlichen Typs ist. |
| quasiendlich                | Ein Schemamorphismus {\displaystyle X\to Y} ist quasiendlich, wenn er endlichen Typs ist und alle Fasern diskret sind; äquivalent dazu: wenn er endlichen Typs ist und die Fasern endlich (als Morphismen) sind. Ein Schemamorphismus {\displaystyle X\to Y} ist quasiendlich in einem Punkt {\displaystyle x\in X}, wenn es affine offene Umgebungen {\displaystyle U} bzw. {\displaystyle V} von {\displaystyle x} bzw. {\displaystyle f(x)} mit {\displaystyle f(U)\subseteq V} gibt, so dass {\displaystyle U\to V} quasiendlich ist. |
| lokal quasiendlich          | Ein Schemamorphismus {\displaystyle X\to Y} ist lokal quasiendlich, wenn er quasiendlich in jedem Punkt ist. |
| quasikompakt                | ein Schemamorphismus {\displaystyle X\to Y} ist quasikompakt, wenn das Urbild jeder offenen quasikompakten Teilmenge von {\displaystyle Y} wieder quasikompakt ist. |

## Implikationen
- Jeder endliche Morphismus ist endlichen Typs.
- Die Morphismen endlichen Typs sind genau die Morphismen, die quasikompakt und lokal endlichen Typs sind.